# Ján Kmeť
Ján Kmeť (10. června 1848 Dolná Mičiná – 3. října 1931 Banská Bystrica) byl slovenský pedagog, matematik.

## Život
Studoval na gymnáziu v Banské Bystrici, v letech 1868 až 1871 absolvoval teologii v Bratislavě, současně se zabýval i filozofií a pedagogikou. V letech 1875 až 1876 studoval na univerzitě v Halle, kde na základě práce O podstatě gravitace získal profesorský diplom. V letech 1876 až 1904 byl profesorem nižšího chlapeckého evangelického gymnázia v Banské Bystrici, od roku 1893 i reformovaného alumnea. V letech 1919 až 1920 byl výpomocným profesorem na dívčím gymnáziu a v letech 1920 až 1921 na obnoveném evangelickém gymnáziu v Banské Bystrici. Při vyučování paralelně používal i češtinu. Prosazoval možnost vzdělání širokých vrstev. Byl mecenášem žáků z nemajetných rodin. Jeho rukopisné vzpomínky jsou pramenem k dějinám slovenského školství ve 2. polovině 19. století. V 70. letech organizátor Katedry slovenské řeči, která sdružovala slovenské pedagogy v Banské Bystrici a okolí. V roce 1919 byl autorem memoranda města Banské Bystrici, ve kterém žádal ustanovit město za centrum kultury a školství na středním Slovensku. Byl členem Muzeální slovenské společnosti.